# Raamplein

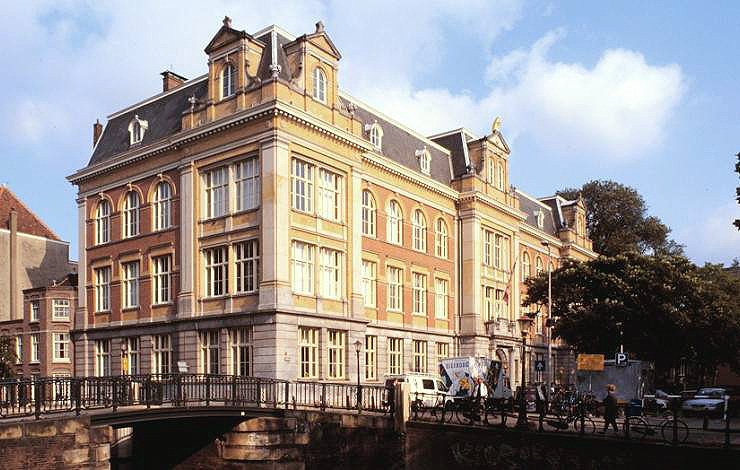
Het gebouw van de Hogeschool voor Economische Studies op het Raamplein.

Het Raamplein is een plein in het centrum van Amsterdam. Het ligt aan de Marnixstraat ter hoogte van de Passeerdersgracht. De Raamstraat en de Raamdwarsstraat komen uit op het plein.
Het plein is een gedempt deel van de Lijnbaansgracht. Op het plein ligt een bewaakte parkeerplaats.
Het Raamplein is vernoemd naar de houten raamwerken waarop men hier in vroeger tijden geverfd textiel te drogen hing. Ook de namen van de elders in de stad gelegen Raamgracht en de Verversstraat herinneren aan de lakenindustrie.
Aan het plein staat de voormalige Hogeschool voor Economische Studies, oorspronkelijk de Eerste Openbare Handelsschool op Raamplein 1. Willem Drees volgde hier onderwijs. Het gebouw uit 1899-1901 kreeg in 2001 status als rijksmonument.
Op nummer 6 stond vanaf 1744 een hoefsmederij annex rijtuigenreparatiebedrijf met woonhuis, later bekend als Smederij Gebr. Schous Autoveren. Op de begane grond van het woonhuis vestigde zich voor de Tweede Wereldoorlog een kapperszaak en rond 1960 stomerij 'Kwiek'. Eind zestig werd het dak van de smederij afgebroken i.v.m. bouwvalligheid; eind jaren tachtig zijn de smederij en het woonhuis gesloopt.
Aan de Marnixstraat op nummer 360, recht tegenover het Raamplein, had na de Tweede Wereldoorlog fotograaf Paul Huf z'n studio. Later werd hij daar opgevolgd door fotograaf Jan Schiet. Op nummer 362 woonde en werkte tussen 1944 en 1960 de Amsterdamse kunstschilder Klaas Pijlman.  
Schuin tegenover het plein, op de hoek van de Nieuwe Passeerdersstraat, staat het Jeugdtheater De Krakeling.